# Aizawl Lengpui Airport
Aizawl Lengpui Airport (hindi: आइजोल विमानक्षेत्र, marathi: लेंगपुई विमानतळ) är en flygplats i Indien.   Den ligger i distriktet Mamit och delstaten Mizoram, i den östra delen av landet, 1 600 km öster om huvudstaden New Delhi. Aizawl Lengpui Airport ligger 429 meter över havet.
Terrängen runt Aizawl Lengpui Airport är kuperad. Runt Aizawl Lengpui Airport är det tätbefolkat, med 442 invånare per kvadratkilometer. Närmaste större samhälle är Aizawl, 15,6 km sydost om Aizawl Lengpui Airport. I omgivningarna runt Aizawl Lengpui Airport växer i huvudsak städsegrön lövskog.